# Pseudocrepidophorus
Pseudocrepidophorus là một chi bọ cánh cứng trong họ 
Elateridae.
Chi này được miêu tả khoa học năm 1988 bởi Dolin & Agajev.

## Các loài
Các loài trong chi này gồm:
- Pseudocrepidophorus concavifrons Wurst, 1994
- Pseudocrepidophorus filicollis (Reitter, 1890)
- Pseudocrepidophorus flavescens (Eschscholtz, 1818)